# Formula One Championship Edition
 (juillet 2017).
Si vous disposez d'ouvrages ou d'articles de référence ou si vous connaissez des sites web de qualité traitant du thème abordé ici, merci de compléter l'article en donnant les références utiles à sa vérifiabilité et en les liant à la section « Notes et références ».
Pour les articles homonymes, voir Formula One.
Formula One Championship Edition est un jeu vidéo de course de Formule 1 développé par Sony Studio Liverpool et édité en 2006 sur PlayStation 3. C'est le 14e volet de la série Formula One.

## Système de jeu
Formula One Championship Edition est la version PS3 de Formula One 06, sorti mi-2006 sur PlayStation 2 et PSP. Il prend donc pour cadre le championnat du monde de Formule 1 2006, avec ses pilotes, ses écuries et ses circuits. Un circuit bonus et plusieurs anciens modèles de F1 sont également débloquables.
En solo, cinq modes de jeu sont disponibles : course rapide, contre-la-montre, week-end de Grand Prix, championnat du monde et carrière. Le mode multijoueur est jouable en réseau local (jusqu'à huit joueurs) ou sur internet (jusqu'à onze joueurs).
Trois niveaux de difficulté sont proposés et le joueur est libre d'activer ou désactiver certaines aides au pilotage dans le menu option : l'assistance de direction, l'assistance au freinage, le contrôle de stabilité, les aides visuelles (trajectoire virtuelle, marqueur FTCP ou aucune), la récupération, l'anti-blocage de freins et la boîte de vitesses (automatique ou manuelle).
Les réglages voitures offrent la possibilité de régler précisément le type et la pression des pneus, le degré d'antipatinage, la répartition du freinage, l'appui des ailerons avant et arrière, la dureté des suspensions, l'angle de carrossage, le pincement des roues, la hauteur de caisse, les barres anti-roulis avant et arrière, l'amortissement en compression et détente avant et arrière et l'étagement de boîte.

### Grand Prix
Le déroulement d'un Grand Prix respecte les grandes lignes des véritables week-end de course. Lors des deux séances d'essais libres du vendredi, le joueur peut réaliser des séances d'évolution qui permettent de dégager les grandes tendances des réglages. La séance d'essai du samedi donne la possibilité d'affiner précisément chacun des paramètres.
La séance de qualifications du samedi est découpée en trois phases. D'abord deux phases éliminatoires de 15 minutes (Q1 et Q2) qui éliminent respectivement les six pilotes les plus lents, puis la séance de qualification finale (Q3) de 20 minutes durant laquelle les dix meilleurs pilotes s'opposent avec des monoplaces réglées en configuration course (réglages, quantité d'essence embarquée et choix de pneumatiques).

## Nouveautés
Comparé à Formula One 06, les principales améliorations de cette version concernent le rendu graphique. La modélisation des monoplaces et des circuits est davantage poussée : la mémoire attribuée à une seule voiture sur Playstation 3 est supérieure à la mémoire allouée aux 22 voitures sur Playstation 2. Les effets spéciaux, notamment par temps de pluie, sont plus réalistes. Le jeu est passé de la définition standard (576i) à la haute définition avec un affichage en 720p tandis que le codage audio est passé du Dolby ProLogic II au Dolby Digital 5.1. La boîte d'information État de la voiture affiche désormais la température en temps réel de chaque pneumatique. Enfin la Sixaxis rend possible le pilotage par contrôle gestuel.
L'autre principale nouveauté est le jeu en ligne qui avait été supprimé de Formula One 06 sur PSP et PS2.

## Écuries et pilotes

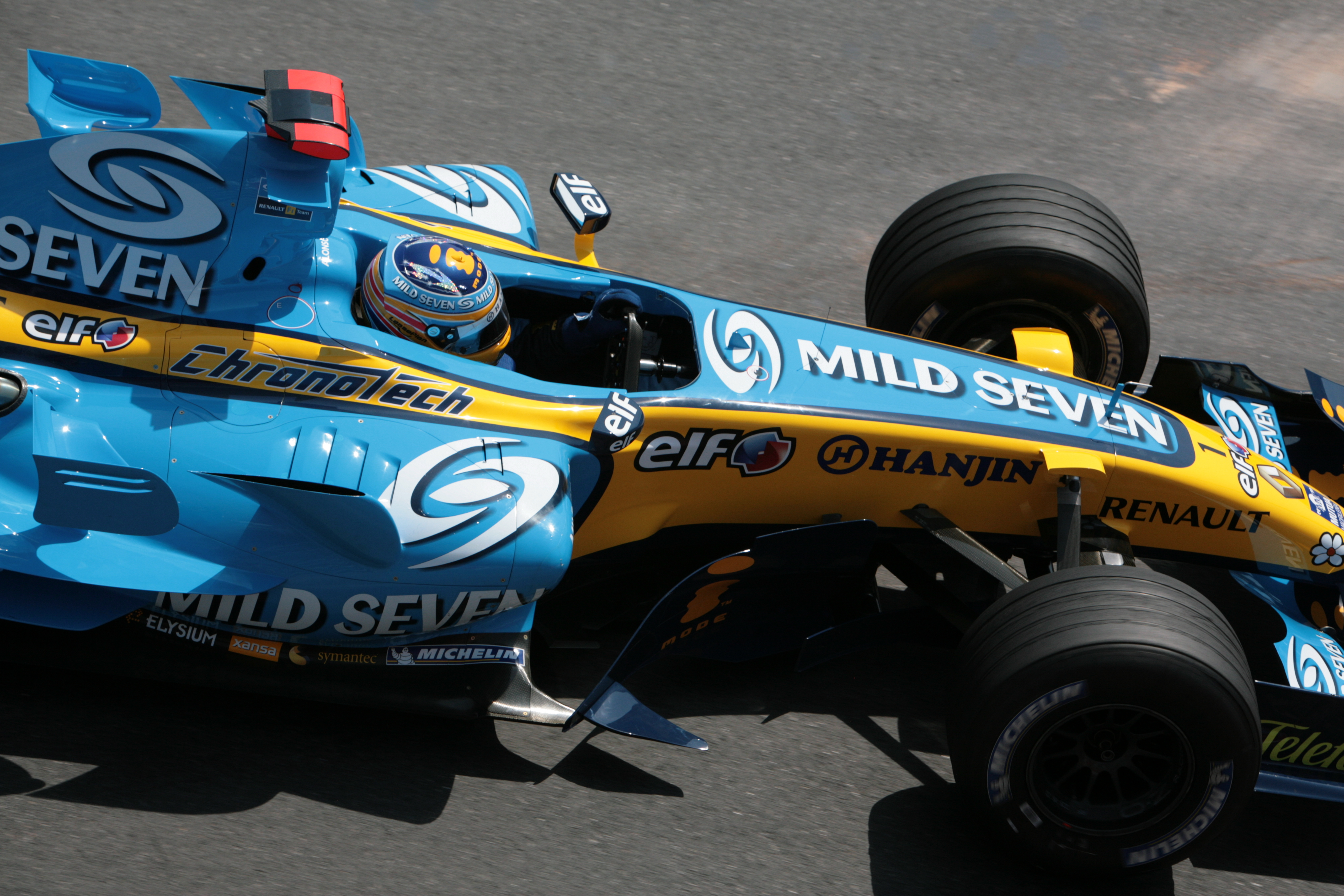
Fernando Alonso au volant de la Renault R26
lors du Grand Prix de Monaco 2006

| Écuries              | Pilotes                              |
| -------------------- | ------------------------------------ |
| Renault F1 Team      | Fernando Alonso Giancarlo Fisichella |
| McLaren Racing       | Kimi Räikkönen Juan Pablo Montoya    |
| Scuderia Ferrari     | Michael Schumacher Felipe Massa      |
| Toyota F1 Team       | Ralf Schumacher Jarno Trulli         |
| Williams F1 Team     | Mark Webber Nico Rosberg             |
| Honda Racing F1 Team | Rubens Barrichello Jenson Button     |
| Red Bull Racing      | David Coulthard Christian Klien      |
| BMW Sauber F1 Team   | Nick Heidfeld Jacques Villeneuve     |
| Midland F1 Racing    | Tiago Monteiro Christijan Albers     |
| Scuderia Toro Rosso  | Vitantonio Liuzzi Scott Speed        |
| Super Aguri F1       | Takuma Satō Yuji Ide                 |

## Circuits et Grand Prix
| Circuit                           | Grand Prix                    |
| --------------------------------- | ----------------------------- |
| Circuit international de Sakhir   | Grand Prix de Bahreïn         |
| Circuit international de Sepang   | Grand Prix de Malaisie        |
| Circuit de l'Albert Park          | Grand Prix d'Australie        |
| Autodromo Enzo e Dino Ferrari     | Grand Prix de Saint-Marin     |
| Nürburgring                       | Grand Prix d'Europe           |
| Circuit de Catalogne              | Grand Prix d'Espagne          |
| Circuit de Monaco                 | Grand Prix de Monaco          |
| Circuit de Silverstone            | Grand Prix de Grande-Bretagne |
| Circuit Gilles-Villeneuve         | Grand Prix du Canada          |
| Indianapolis Motor Speedway       | Grand Prix des États-Unis     |
| Circuit de Nevers Magny-Cours     | Grand Prix de France          |
| Circuit d'Hockenheim              | Grand Prix d'Allemagne        |
| Hungaroring                       | Grand Prix de Hongrie         |
| Circuit d'Istanbul Park           | Grand Prix de Turquie         |
| Autodromo Nazionale di Monza      | Grand Prix d'Italie           |
| Circuit international de Shanghai | Grand Prix de Chine           |
| Circuit de Suzuka                 | Grand Prix du Japon           |
| Autodromo José Carlos Pace        | Grand Prix du Brésil          |

Circuit bonus : Circuit Permanent de Jerez 

## Voitures bonus
Liste des monoplaces à débloquer, accessibles en mode Contre-la-montre :
| - Alfa Romeo 158 - Cooper Climax - Lotus 49C - Honda RA272 | - Lotus 72E - Williams FW06 - Renault RS01 - Williams FW18 |

## À noter
La démo jouable du jeu a été proposée en novembre 2006 sur le PlayStation Network.
La jaquette japonaise du jeu rend hommage au septuple champion du monde Michael Schumacher, lequel a mis un terme à sa carrière à la fin de la saison 2006. La jaquette européenne illustre la voiture de Giancarlo Fisichella, le numéro 2 de l'écurie Renault championne du monde 2005 et 2006 on peut également apercevoir la monoplace de Juan Pablo Montoya au second plan ainsi que la Super Aguri de Takuma Satō au fond.